# Fidentem piumque animum
Fidentem piumque animum (en español, Confiado y piadoso ánimo) es la sexagésima segunda encíclica de León XIII, publicada el 20 de septiembre de 1896, en la que una vez más pondera el valor del rezo del santo rosario.

## Magisterio de León XIII sobre el rosario
Dentro de los escritos marianos de León XIII, se encuentra un conjunto de once encíclicas sobre el Rosario. Un buen número de ellas suponen un exhortación a los obispos para que promuevan el rezo del rosario, de modo que durante el mes de octubre se rece el rosario de modo solemne en las principales iglesias de sus diócesis; por este motivo, varias de sus encíclicas las publica en septiembre, o a finales de agosto, para preparar el que, denominó, mes de Nuestra Señora del Rosario. Concedió además especiales indulgencias para los fieles que participasen en esas ceremonias. Algunas de estas encíclicas desarrollan con cierta amplitud aspectos doctrinales de la devoción a la Virgen, o de su intercesión por los que acuden a Ella en sus necesidades.
Así sucede en esta encíclica en la que el papa, continuando la intención que el año anterior había expuesto con más amplitud en  Adiutricem populi, pide que se rece por la restauración de la unidad de la Iglesia y la reconciliación de los otodoxos.

## Contenido de la encíclica
Fidentem piumque animum erga Virginem beatissimam, quem inde a teneris haustum, tota vita studuimus alere et augere, iam saepius in summo Pontificatu licuit Nobis apertiusque testari.
Durante Nuestro Pontificado hemos tenido muchas ocasiones  de dar testimonio público de esa confianza y piedad hacia la Santísima Virgen, que hemos alimentado desde Nuestros años más tiernos y que toda la vida hemos procurado cultivar y aumentar

Tras exponer su experiencia personal el papa recuerda cómo ha exhortado a través de otras encíclicas la práctica del rosario y cómo han respondido los fieles a esa petición. Desea insistir una vez más en esa exhortación, insiste por esto en la necesidad de la oración y señala como la eficacia de la oración esta unidad a su constancia y en la oración en común. El mismo Jesús lo afirmó cuando dijo:  "si dos de vosotros se ponen de acuerdo en la tierra sobre cualquier cosa que quieran pedir, mi Padre que está en los cielos se lo concederá"

#### Valor del rezo en común del rosario
El rezo del rosario en familia o en el templo cumple esas dos condiciones; recomienda por eso el rezo del rosario en las familias, al finalizar el día. Además, considerando la eficacia de la oración en común, recoge el papa su decisión 

deseamos que diariamente se recite en las catedrales y todos los días de fiesta en las parroquias. Obsérvese esta práctica con celo y constancia y alegrémonos de que se observe, acompañada de otras manifestaciones solemnes de la piedad pública y de peregrinaciones a los santuarios célebres cuyo número debemos desear que aumente.

La confianza en el socorro de la Virgen no es exagerada pues como enseña Santo Tomás, aunque Jesús es el único mediador, nada impide que otros sean llamados también, secudum quid, mediadores entre Dios y los hombres, pues colaboran a la unión del hombre con Dios; esta es una gloria, añade el papa, que conviene especialmente a María, pues de ella es madre de Jesús, y por tanto mediadora para con el Mediador.

#### Frutos del rezo del rosario
El rosario nos recuerda, a través de sus misterios, cómo se realizó la redención del hombres, y se ve lo que significa María en esa obra. El rezo del rosario fortifica la fe, pues hace sentir de una manera poderosa la acción de Cristo. 

Consideramos y meditamos su vida privada en los misterios gozosos, la pública hasta la muerte entre los mayores tormentos, y la gloriosa que, después de la resurrección triunfante, se ve trasladada a la Eternidad, donde está sentado a la diestra del Padre.

Además, el mismo rezo del rosario supone una profesión de fe, en la oraciones vocales expresamos nuestra fe en Dios, en su providencia, en la vida futura, en la remisión de los pecados, y en los misterios de la Santísima Trinidad. Considera el papa necesario añadir a este propósito algo de los deberes que exige la fe; entre ellos la penitencia; este también es un motivo para recomendar el rosario, pues la meditación de los sufrimientos de Cristo y su Madre, puede mover a la penitencia. Insiste la encíclica en la facilidad del rosario, que puede ser utilizado con fruto por cualquiera medianamente instruido, y que tampoco exige dedicarle un tiempo excesivo. 

### Petición a María por la reconciliación de los disidentes
A todas la razones expuesta el papa añade otro motivo para el rezo del rosario, obtener de María la deseada unidad. Como Jesús pidió en una oración dirigida a su Padre le pidió que sus discípulos fuesen uno solo en la fe y en la caridad, así podemos pedir que su Madre repita esa misma oración.  

Ella nos representa la primera Asamblea de los Apóstoles, implorando a Dios y concibiendo gran esperanza, la prometida efusión del Espíritu Santo y a la vez a María presente en medio de ellos y orando especialmente, "Todos perseveraban en la oración con María, la Madre de Jesús".

Así concluye el papa la encíclica pidiendo que se redoble esta devoción para obtener la santa unidad, pues nada puede ser más agradable a María que el que todos los hombres que han recibido un mismo bautismo, se unan Jesús y entre sí en perfecta unidad de fe y caridad.